# Колесников, Николай Данилович
Колесников Николай Данилович (1921—1998) — советский лётчик бомбардировочной авиации ВМФ СССР во время Великой Отечественной войны, Герой Советского Союза (5.11.1944). Гвардии капитан (1.11.1944)

## Биография
Родился 22 апреля 1921 года в городе Темрюк (ныне Краснодарского края) в семье рабочего. Русский. После окончания в 1937 году фабрично-заводского училища работал токарем в трамвайном парке Таганрога и одновременно занимался в местном аэроклубе.
В РККФ служил с октября 1939 года. В августе 1941 года окончил Военно-морское авиационное училище имени И. В. Сталина в Ейске и был направлен военным лётчиком в состав ВВС Черноморского флота. Однако там назначения в боевую часть не получил и в январе 1942 года был переведён в 73-й бомбардировочный авиационный полк ВВС Балтийского флота (полк в это время находился в тылу на переформировании и в боевых действиях не участвовал). В мае-июне 1942 года служил в 28-м авиационном полку Особой морской авиагруппы, которая готовилась к боевым действиям в составе ВВС Северного флота. Но лететь в Заполярье молодому пилоту не пришлось. С июня 1942 года он находился на переучивании в Военно-морском авиационное училище имени С. А. Леваневского (действовало в эвакуации в Куйбышевской области), с января 1943 — в 3-м запасном авиаполку ВМФ (там же). 
В боях Великой Отечественной войны с июля 1943 года, когда прибыл в 73-й пикирующий бомбардировочный авиационный полк ВВС Балтийского флота. Воевал в этом полку до конца войны, в том числе и после того, когда 22 февраля 1944 года приказом Наркома ВМФ № 28 за мужество и героизм, проявленные в боях со врагом получил гвардейское звание и был преобразован в 12-й гвардейский пикировочно-бомбардировочный авиационный полк ВВС Балтийского флота. В 1943 году совершал большинство боевых вылетов на уничтожение артиллерии и войск противника, осаждавших Ленинград. Участвовал в Ленинградско-Новгородской наступательной операции, поддерживая наступавшие сухопутные войска. Но с начала 1944 года стал летать на борьбу с немецким флотом и судоходством на Балтийском море.
Начал воевать рядовым лётчиком, с июня 1944 года командовал звеном, с августа 1944 года — заместитель командира и с ноября 1944 года до конца войны — командир авиационной эскадрильи пикирующих бомбардировщиков 12-го гвардейского пикирующего бомбардировочного авиационного полка. Дважды был ранен. Инвалид Великой Отечественной войны 2-й группы. Летал на бомбардировщике Пе-2. Почти всю войну штурманом в его экипаже был Михаил Суханов.
В ходе боевых действий командир звена 12-го гвардейского Гатчинского пикирующего бомбардировочного авиационного полка (8-я минно-торпедная авиационная дивизия, ВВС Краснознамённого Балтийского флота) гвардии старший лейтенант Колесников Николай Данилович к середине августа 1944 года выполнил 100 боевых вылетов. Потопил лично и в группе 1 тральщик, 3 сторожевых корабля, 1 сторожевой катер, 1 быстроходную десантную баржу, 1 катер-тральщик. Экипаж Колесникова Н. Д. принимал участие в потоплении крейсера «Ниобе» 16 июля 1944 года в финском порту Котка. Уничтожены 6 артиллерийских батарей, обстреливавших город Ленинград, 3 склада боеприпасов, свыше 10 грузовиков и другие военные объекты и техника врага.
Указом Президиума Верховного Совета СССР от 5 ноября 1944 года «за образцовое выполнение боевых заданий командования на фронте борьбы с немецко-фашистскими захватчиками и проявленные при этом отвагу и геройство» гвардии старшему лейтенанту Колесникову Николаю Даниловичу присвоено звание Героя Советского Союза с вручением ордена Ленина и медали «Золотая Звезда» (№ 5046). Этим же указом звание Героя присвоено и его члену экипажа гвардии лейтенанту М. А. Суханову.
Продолжил сражаться по самой Победы. Отлично действовал в ходе Восточно-Прусской наступательной операции, потопив в 1945 году лично 1 и в группе 3 транспорта противника. А лётчики его эскадрильи в 1945 году потопили 21 боевой корабль и несколько более мелких целей. Последний — 135-й по счёту боевой вылет (по другим данным, выполнил 139 боевых вылетов) — Николай Колесников совершил 9 мая 1945 года.
После войны продолжал службу в ВМФ СССР. Однако случайное тяжелое ранение 28 октября 1945 года разрушило военную карьеру лётчика. Долгое время он лечился в госпитале, с августа 1946 года состоял в распоряжении командующего ВВС 8-го ВМФ. С августа 1947 года гвардии капитан Н. Д. Колесников — в запасе по болезни. 
Жил в Ленинграде. Окончил среднюю школу, затем Ленинградскую юридическую школу (1952). Работал народным судьёй, затем заведующим 4-й юридической консультацией города Ленинграда.
Умер 31 мая 1998 года. Похоронен на территории Всеволожского района Ленинградской области на Ковалёвском кладбище.

## Награды
- Герой Советского Союза (5.11.1944)
- Орден Ленина (5.11.1944)
- Два ордена Красного Знамени (30.04.1944, 24.10.1944)
- Орден Александра Невского (4.05.1945)
- Два ордена Отечественной войны 1-й степени (19.09.1943, 11.03.1985)
- Ряд медалей СССР и РФ

## Память
.

Бюст Н. Д. Колесникова на Аллее Славы города Темрюк

- В городе Темрюк на Аллее Славы установлен бюст Н. Д. Колесникова (2010).
- В Таганроге на административном здании Таганрогского трамвайно-троллейбусного управления установлена мемориальная доска в честь Н. Д. Колесникова (1995).